# Douglas Marcelino
Douglas Marcelino (Campos dos Goytacazes, 18 de novembro de 1979) é um lutador brasileiro de taekwondo. Foi um dos representantes do país nos Jogos Pan-americanos de 2011, em Guadalajara, no México.